# 3901 Nanjingdaxue
3901 Nanjingdaxue eller 1958 GQ är en asteroid i huvudbältet som upptäcktes den 7 april 1958 av Purple Mountain-observatoriet i Nanjing, Kina. Den är uppkallad efter Nanjing universitetet.
Asteroiden har en diameter på ungefär 18 kilometer.